# Karolinško Carstvo
Karolinško Carstvo (fra. Empire Carolingien, njem. Karolinsches Reich, tal. Impero Carolingio) naziv je za Franačku u razdoblju od 800. do 888. godine, tj. od krunidbe Karla Velikog za cara do smrti Karla Debelog. Godine 800. Karlo Veliki postao je prvi zapadnoeuropski car nakon pada Zapadnog Rimskog Carstva. Time je označen početak postojanja Svetog Rimskog Carstva. Godine 843. carstvo je podijeljeno između 3 sina Ludviga Pobožnog. Jedinstvo je nakratko obnovljeno 884. pod vodstvom Karla Debelog. Nakon njegove smrti obnovljen je raskol između istočnog i zapadnog dijela Carstva. Područje Karolinškog Carstva oko 800. godine obuhvaćalo je 1 112 000 km2, a u njemu je živjelo između 10 000 000 i 20 000 000 ljudi.
Nakon smrti Pipina Malog, vlast u Franačkoj preuzela su dvojica njegovih sinova – Karlo i Karloman. Karloman umire pod nepoznatim okolnostima 771. godine, a Karlo, bez obzira na nasljedno pravo Karlomanovih sinova, preuzima vlast nad cijelom državom. Intervenirajući u korist pape Hadrijana, Karlo je u razdoblju od 772. do 774. osvojio langobardsku državu, proglasivši se langobardskim kraljem. Istodobno je proširio franački utjecaj na današnju Italiju formiranjem mreže franačkih vojnih posjeda i postavljanjem grofova u sjevernoj Italiji. Godine 780. proglasio je Kraljevstvo Italija koje je obuhvaćalo područje Apeninskog poluotoka (osim Napulja, Kalabrije, istočnog dijela Apulije, Sicilije i Beneventa). Sedam godina kasnije, Benevento je postao dio Kraljevstva Italije.
Godine 795. umire papa Hadrijan, a na njegovo mjesto dolazi papa Lav III. Već iduće godine Karlo mu je poslao pismo u kojem mu je naredio da se drži kanonskih propisa. Oporba protiv pape bila je prejaka te je 799. podignuta pobuna, papa je bačen na zemlju, a vojvoda od Spoleta spasio ga je od ubojstva. Djelujući kao arbitar, Karlo ga je prisilio da mu se pokori. Osobno je 800. godine došao u Rim, gdje ga je na Božić papa okrunio za rimsko-njemačkog cara. Prema Einhardovoj biografiji Karla Velikog, krunidba je pripremljena bez znanja Karla Velikog. Toga dana došao je u crkvu sv. Petra moliti se pred oltarom. Dok je klečao, papa mu je stavio krunu na glavu, a okupljeni ga je narod slavio kao augusta i rimskog cara. Tada je papa kleknuo pred Karla u skladu s običajem proskinezije, koji je uveo rimski car Dioklecijan u 3. stoljeću.
Bizantsko Carstvo odbilo je priznati Karla za cara, a od 806. do 812. vodio se franačko-bizantski rat te je završio pobjedom Karla Velikog. Bizantski car ponovno je preuzeo vlast nad Venecijom, ali su Franci zadržali Istru te Panonsku i Primorsku Hrvatsku, a Karlovu je carsku titulu priznao bizantski car. Godine 813. Karlo je za prijestolonasljednika imenovao svog sina Ludviga I. Pobožnog, a umro je sljedeće godine u dobi od 71 godine.
Ludvig nije bio ni blizu tako sposoban kao njegov otac Karlo. U prvom razdoblju svoje vladavine oslanjao se na Crkvu. Papa Lav III. odbio mu je položiti prisegu vjernosti, a pristaše Karlove stroge politike prema papi natjerale su Crkvu 824. da od franačkog cara zatraži potvrdu pri izboru papa. Godine 822. Ludvig je ugušio ustanak Ljudevita Posavskog u Panonskoj Hrvatskoj. Bugari su pomogli Ljudevitu, bojeći se moćnog susjeda, a franačka vlast na hrvatskim prostorima u potpunosti je obnovljena tek 845. godine.
Verdunskim ugovorom napuštena je zamisao o jedinstvu Karlove države. Najteže prilike nakon 843. godine bile su u Zapadnoj Franačkoj pod vlašću Karla Ćelavog protiv koga su se pobunile Bretanja i Akvitanija, a država je neprestano trpjela od napada Normana.
Nakon smrti zapadnofranačkog kralja, Karlo Debeli postao je vladar Zapadnog Kraljevstva, koje je nakratko ponovno ujedinilo nekadašnje carstvo Karla Velikog. Međutim, budući da je Karlo Debeli bio nesposoban vladar, istočnofranački magnati ubrzo su za novog kralja postavili Arnulfa Karantanskog i tako obnovili raskol. Karlo Debeli umire 888., a zapadnofranački vazali imenuju Oda, grofa od Pariza, novim kraljem. Tako se Karolinško Carstvo raspalo na 5 kraljevstava: Kraljevinu Francusku, Kraljevinu Njemačku, Kraljevstvo Italiju, Sjevernu Burgundiju i Arleško Kraljevstvo; te dva nezavisna vojvodstva: Akvitaniju i Bretanju.